# 조너선 터커
조너선 터커(Jonathan Tucker, 1982년 5월 31일 ~ )는 미국의 배우이다.

## 출연 작품
- 미녀 삼총사 3 (2019)
- 피부 (2018)
- 플라잉 레슨 (2010)
- 메스카다 (2010)
- 쓰리 데이즈 (2010)
- 잉글리쉬맨 인 뉴욕 (2009)
- 베로니카, 죽기로 결심하다 (2009)
- 루인스 (2008)
- 체리 크러쉬 (2007)
- 엘라의 계곡 (2007)
- 블랙 도넬리 (2007)
- 러브 컴즈 투 더 엑시큐셔너 (2006)
- 펄스 (2006)
- 마스터즈 오브 호러 에피소드 3 - 죽은 자의 춤 (2005)
- 호스티지 (2005)
- 스테이트사이드 (2004)
- 크리미널 (2004)
- 텍사스 전기톱 연쇄살인사건 (2003)
- 딥 엔드(영어판) (2001)
- 100 걸스 (2000)
- 처녀 자살 소동 (1999)
- 슬리퍼스 (1996)
- 투 이프 바이 씨 (1996)